# Барбара Такман
Барбара Вертхајм Такман (енгл. Barbara Wertheim Tuchman; Њујорк, 30. јануар 1912 — Гринвич, 6. фебруар 1989) била је амерички историчар и писац. Два пута је добила Пулицерову награду за књигу „The Guns of August”, бестселер који приповеда о уводу и почетку Првог светског рата.

## Ране године
Барбара је рођена 30. јануара 1912. године, као ћерка банкара Мориса Вертајма и његове прве жене Алме Моргентау. Њен отац је био богата и престижна особа, власник часописа The Nation, председник Америчког јеврејског комитета, истакнути колекционар уметничких дела и оснивач Позоришног савеза.. Њена мајка је била ћерка Хенрија Моргентауа, амбасадора Вудроа Вилсона у Отоманском царству. Барбара је у раној младости била под утицајем књига Луси Фич Перкинс и Џ.А. Хентија, као и историјских романа Александра Думе. Похађала је Волденову школу на Апер вест сајду, на Менхетну. Дипломирала је историју и књижевност на колеџу Рeдклиф, 1933. године .
Иако то није изричито споменула у својој књизи Августовски топови, била је присутна у једном од најважнијих догађаја књиге: Потера за немачким крстаром званим Бреслау. У свом извештају о потери, написала је: „Тог јутра [10. августа 1914.] у Цариград је стигао мали италијански путнички пароброд који је био сведок Глостерове акције против Гебена и Бреслава. Међу његовим путницима били су ћерка, зет и троје унука америчког амбасадора господина Хенрија Моргентауа.“ Како је била унука Хенрија Моргентауа, она мисли на себе, што је потврђено у њеној каснијој књизи Практиковање историје, у којој она приповеда причу њеног оца, Мориса Вертајма, који је путовао из Цариграда у Јерусалим 29. августа 1914. да достави средства тамошњој јеврејској заједници. Тако је, у два, Барбара била присутна током потере за Гебеном и Бреслауом, што је документовала 48 година касније.

## Истраживач и новинар
Стекавши диплому колеџа, Барбара је волонтирала као истраживач на Институту за пацифичке односе у Њујорку, провела је годину дана у Токију (1934–35), укључујући и месец дана у Кини, затим се Транссибирском железницом враћа у Сједињене Америчке Државе. Такође је доприносила часопису The Nation као дописник све док њен отац није продао публикацију 1937. године, путујући у Валенсију и Мадрид да би извештавала о Шпанском грађанском рату. Прва књига настала је из њеног шпанског искуства, Изгубљена британска политика: Британија и Шпанија од 1700, објављена 1938.
Године 1940, Барбара се удала за Лестера Р. Тачмана, интернисту, медицинског истраживача и професора клиничке медицине на Медицинском факултету Маунт Синај на Менхетну. Имали су три ћерке, укључујући Џесику Метјуз, која је постала председница Карнегијеве задужбине за међународни мир.
Током другог светског рата радила је у канцеларији за ратне иформације. После рата брине се о својој деци и објављује књигу под називом Библија и мач (1956).

## Историчар
Са објављивањем Библије и мача 1956. године, Барбара се посветила историјском истраживању и писању, стварајучи нову књигу отприлике сваке четири године. Уместо да се осећа спутаном недостатком напредне дипломе из историје, она је тврдила да је слобода од строгости и очекивања академске заједнице заправо ослобађајућа, јер би норме академског писања „угушиле сваку способност писања“.
Барбара је фаворизовала књижевни приступ писању историје, пружајући елоквентне наративе који објашњавају, уместо да се концентрише на откривање и објављивање свежих архивских извора. По речима једног биографа, Барбара „није била историчарски историчар; она је била историчар лаика која је прошлост учинила занимљивом милионима читалаца”. Барбарина вештина приповедања награђена је 1963. када је добила Пулицерову награду за своју књигу Августовско оружје, која се бави политичким махинацијама иза сцене које су довеле до избијања Првог светског рата у лето 1914.
Године 1971, Барбара је добила књижевну награду Сент Луиса од сарадника библиотеке Универзитета Сент Луис.
Барбара је 1972. добила другу Пулицереву награду за своју биографију Џозефа Стилвела, Стилвел и америчка искуства у Кини.
Године 1978, Барбара је изабрана за члана Америчке академије наука и уметности. Постала је прва жена председница Америчке академије уметности и књижевности 1979. године. Она је освојила Националну књижевну награду САД за историју за прво издање у меком повезу дела Далеко огледало 1980. године. Такође 1980. године, Барбара је одржала Џеферсоново предавање Националној задужбини за хуманистичке науке (NEH), највеће признање савезне владе САД за достигнућа у хуманистичким наукама. Барбарино предавање је било под називом „Бољи тренуци човечанства“.
Барбара је био повереник Радклиф колеџа и предавач на Харварду, Калифорнијском универзитету и Поморском ратном колеџу. Иако никада није стекла формалну диплому из историје, Барбара је била добитник низа почасних диплома водећих америчких универзитета, укључујући универзитет Јејл, универзитет Харвард, Универзитет у Њујорку, Универзитет Колумбија, Универзитет у Бостону и Смит колеџ, између осталих.

## Смрт
Барбара Такман је преминула 1989. године у Гриничу, од можданог удара, у 77. години живота. Одељење за историјске међународне односе Удружења за међународне студије установило је награду Барбара Такман за најбољи дипломски рад у области међународниџ историјских односа .